# Ellis (rivière)
Pour les articles homonymes, voir Ellis.
La rivière Ellis  (en anglais : Ellis River) est un cours d’eau du nord-ouest de l’Île du Sud de la Nouvelle-Zélande.

## Géographie
Elle prend naissance au niveau du Mont Arthur dans la chaîne d’Arthur Range et s’écoule vers le sud-est dans le Parc national de Kahurangi.  C’est un affluent de la rivière  Baton .